# Egypten
För andra betydelser, se Egypten (olika betydelser).
Egypten (arabiska: مصر, Miṣr eller Máṣr; koptiska: Kīmi; fornegyptiska: Kemet), formellt Arabrepubliken Egypten (arabiska: جمهوريّة مصرالعربيّة, Ǧumhuriyat Misr al-ˁArabiyah), är en republik i östra Nordafrika, vid Medelhavet och Röda havet. Sinaihalvön bildar en landväg in i Sydvästasien och Egypten har därför landområden i två kontinenter och är ett transkontinentalt land och stormakt i Afrika, Medelhavsområdet, Mellanöstern och den muslimska världen. Egypten gränsar till Medelhavet i norr, Gazaremsan och Israel i nordost, Röda havet i öst, Sudan i söder och Libyen i väster.
Egypten är det folkrikaste landet i Arabvärlden och ett av de folkrikaste länderna i Afrika och Mellanöstern. Den stora majoriteten bor nära Nilen på ett cirka 40 000 km² stort område där den enda odlingsmarken finns. Stora delar av Saharaöknen är glest befolkad. Ungefär hälften av Egyptens invånare bor i städer, de flesta spridda över tätbefolkade orter som Kairo, Alexandria och andra större städer i Nildeltat.
Egyptens ekonomi är en av de mest diversifierade i Mellanöstern, med sektorer inom exempelvis turism, jordbruk, industri och service på nästan lika produktionsnivåer.

## Historia

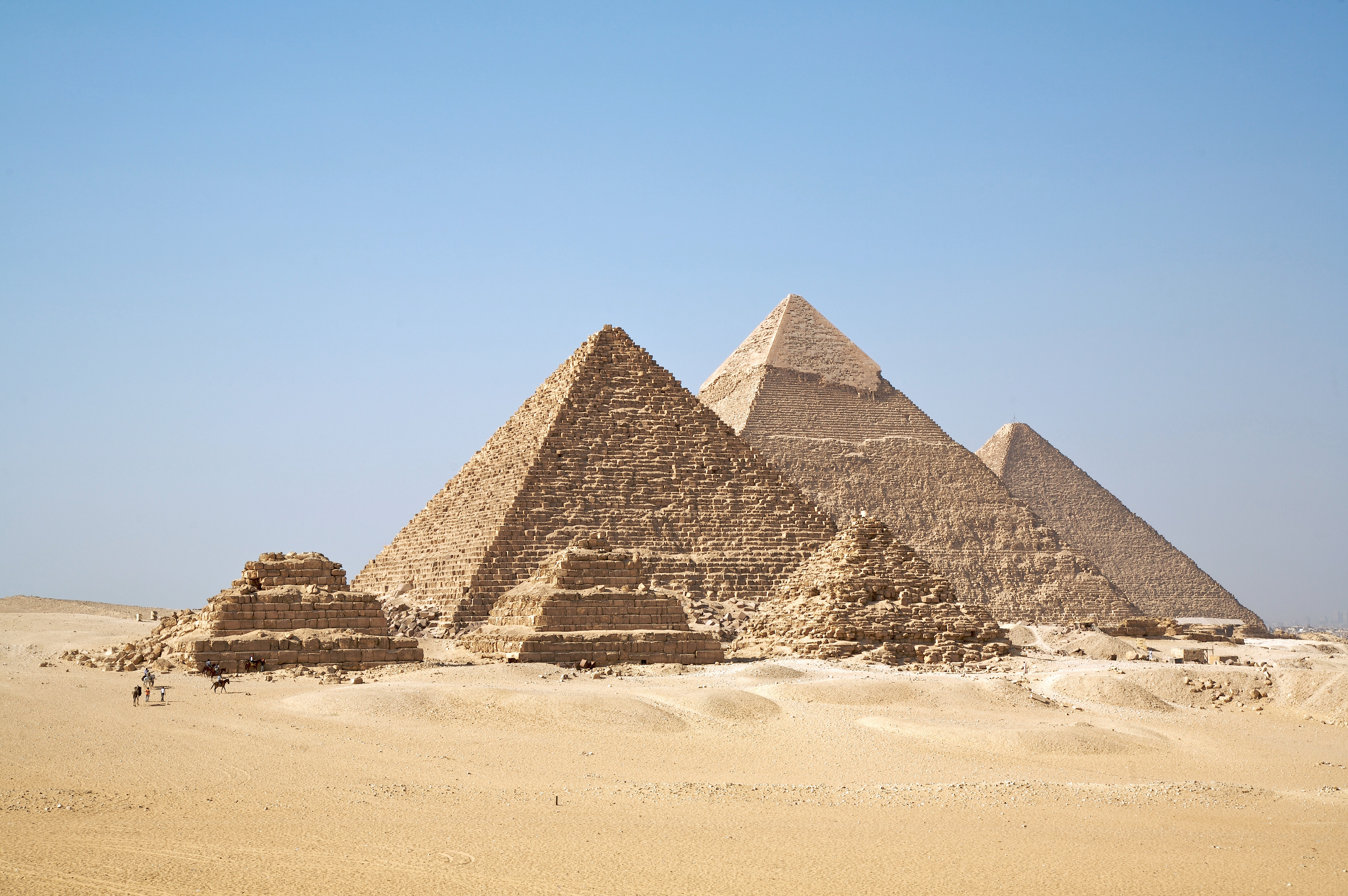
Pyramider.

Vid floden Nilen utvecklades en av världshistoriens första civilisationer. Ett enat kungadöme, inkorporerande både nildeltat och nildalen, uppstod mot slutet av 3000-talet f.Kr och en rad dynastier styrde sedan Egypten under följande tre årtusenden. De tidsperioder då landet var enat och självständigt kallas för tidigdynastisk/arkaisk tid (cirka 3100–2707 f.Kr.), Gamla riket (2707–2170 f.Kr.), Mellersta riket (2046–1793 f.Kr.), Nya riket (1550–1070 f.Kr.) samt Saitisk tid (cirka 664-525 f.Kr.). Den Saitiska dynastin avsattes av Persien 525 f.Kr. och Egypten styrdes, med undantag av några årtionden av självständighet, därifrån fram till 332 f.Kr. då grekerna (Ptolemaiska dynastin) övertog herraväldet, senare följda av Rom från 30 f.Kr. (se även Bysantinska riket). Egypten var ett av de första länderna kristendomen spreds till. Den kristna befolkningen, som kallas kopter, är numera en etnisk minoritet i landet.
På 600-talet införde araberna islam och det arabiska språket, och styrde under sexhundra år. En lokal militär grupp, mamlukerna, tog kontrollen vid 1250 och hade ett fortsatt starkt inflytande även efter Osmanska rikets erövring av Egypten 1517. Under 1800-talet gjorde sig Egypten självständigt från osmanska riket. Efter färdigställandet av Suezkanalen 1869 blev landet viktigt för förbindelsen mellan Europa och Asien, men var också djupt skuldsatt. Storbritannien ockuperade Egypten för att skydda sina investeringar i kanalen, men formellt var landet självständigt till 1914, då Egypten blev ett brittiskt protektorat. Den 28 februari 1922 blev Egypten självständigt och 1936 drog Storbritannien tillbaka en del av sina trupper. Det var dock först efter andra världskriget som det tidigare starka brittiska inflytandet kraftigt minskade. 1953 blev Egypten republik.

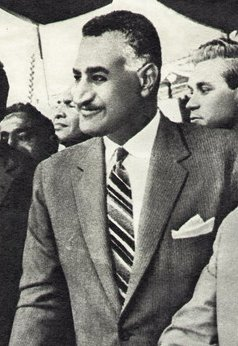
Gamal Abdel Nasser.

Egypten inledde mot slutet av 1950-talet förstatligandet av jordbruk och industri under ledning av landets president Gamal Abdel Nasser, tillhörande det panarabiska partiet Arabiska socialistiska unionen. Detta understöddes kraftigt av Sovjetunionen genom teknisk och ekonomisk hjälp. Under åren 1958-1961 utgjorde landet Förenade arabrepubliken tillsammans med Syrien, men Syrien lämnade sedan denna union. 1967 nådde Nasser nära absolut makt över landet genom att bli såväl premiärminister som partichef, förutom den tidigare posten som president. Nasser avled 1970 och 1972 utvisades all sovjetisk militär personal från Egypten, och de sovjetiska baserna ställdes under egyptisk kontroll.
Efter Jom kippur-kriget 1973 mot Israel kom landet efterhand att orientera sig alltmer mot USA. Anwar Sadat såg till att Egypten blev det första arabland som undertecknade ett fredsavtal med Israel. Detta ledde till kritik från andra arabländer och Sadat mördades 1981. Han efterträddes av vicepresidenten Hosni Mubarak.
Landets tidigare president Hosni Mubarak lämnade den 11 februari 2011 över makten till militären efter omfattande folkliga protester och demonstrationer under den arabiska våren. Protesterna krävde hundratals civila liv och tusentals personer skadades. Som en effekt av protesterna hölls det första demokratiska presidentvalet i maj och juni 2012. Muslimska brödraskapets kandidat Muhammad Mursi blev valets segrare och militärens man, symbolen för den gamla regimen, Ahmed Shafiq fick se sig besegrad. Motståndare till Mursi var rädda att strikta islamiska lagar skulle införas men det Muslimska brödraskapet stödde Mursi och han satt därför kvar vid makten. I november 2012 proklamerade Mursi att han ämnade att göra sina lagar omöjliga att utmana genom en ny temporär förändring av Egyptens dåvarande konstitution. Massiva våldsamma protester utbröt efter tillkännagivandet men Mursi vägrade att stoppa sitt förslag.

### Militärkuppen 2013
I juni 2013, efter ett år av Mursis styre, protesterade miljontals demonstranter mot hans regering och dess strävan att införa ett striktare auktoritärt och religiöst styre. Demonstrationerna ledde slutligen till att militären avsatte Muhammed Mursi och militärchefen Abd al-Fattah al-Sisi såg till att det Muslimska brödraskapet och dess anhängare sattes i husarrest. Omvärlden reagerade mycket blandat på kuppen. De allra flesta västländerna har beskrivit händelsen som en kupp medan andra, mer positivt inställda, har beskrivit händelsen som en revolution. I samband med kuppen genomfördes militära attacker mot Muslimska brödraskapets anhängare som ledde till minst 1400 människors död och runt 14 000 fängslade personer. Senare styrde han upp landet och tillsatte en tillfällig regering. En ny konstitution accepterades i en folkomröstning i januari 2014 som reglerar parlamentets och presidentens makt. Därefter avgick Sisi som militärchef för att kunna ställa upp som presidentkandidat i det nya valet 2014. Valet hölls i maj med en oppositionell politiker som motkandidat.  Sisi var favorit och valet resulterade i en enorm seger för honom med över 93% av rösterna. Han tillträdde sitt ämbete den 8 juni 2014.
I september 2018 dömdes 75 personer till döden och över 600 till fängelse för inblandning i de blodiga protesterna 2013. Bland de dömda fanns flera högt uppsatta ledare inom Muslimska brödraskapet.

## Geografi
Landets södra delar benämns som Övre Egypten och dessa norra delar benämns som Nedre Egypten; namnen baserade på den riktning som vattnet strömmar i Nilen.
Större städer i landet inkluderar Kairo, som tillsammans med angränsande Giza, är ett av världens största storstadsområden; Alexandria, en av världens äldsta städer, Assuan, Asyut, al-Mahalla al-Kubra, Luxor, Port Said, Shubra al-Khayma, Suez, Zagazig och al-Minya.
Saharaöknens nordöstra del heter Libyska öknen och på andra sidan bergskedjan där den slutar finns Egyptens Västra öknen som kallades "röda landet" i forntida Egypten och skyddade landet från hot från väst.
Den Västra öknens stora befolkade oaser är Bahariya, Dakhla, Farafra, Fayoum, Kharga och Siwa. De omges alla av mindre byar. På Sinaihalvön och i öknen väster om Röda havets kust finns också mindre oaser.

### Topografi
Huvuddelen (mer än 90 %) av Egyptens yta är en steril ökenplatå. Landets livsnerv är den bördiga Nildalen, jordens största flodoas, som sträcker sig från Sudan i söder cirka 1 500 km norrut till Medelhavet. Nilen har skurit ned en trång dal (cirka 5–15 km bred), som närmast havet vidgar sig till ett stort delta. Landet kring flodens övre lopp i söder kallas sedan gammalt Övre Egypten och deltalandet Nedre Egypten. Söder om Kairo breder öknar ut sig på båda sidor om Nilen. Libyska öknen i väster genomdras av djupa sänkor (bl.a. Qattarasänkan, 134 m u.h.) med oaser och avloppslösa saltsjöar. Arabiska öknen öster om Nilen är en klippöken med uttorkade floddalar (wadis) och höga randberg längs kusten mot Röda havet. Högst når massiven på Sinaihalvön (drygt 2 600 m ö.h.). Större delen av landet har extremt torrt ökenklimat med heta, torra somrar och milda vintrar. Kustlandet i norr har medelhavsklimat.

### Klimat
Det förekommer regelbundna torrperioder. Sandstormar är vanliga, speciellt under våren med en het sandstorm som kallas khamsin.

### Naturskydd
Egypten har många miljöproblem. Jordbruksmark försvinner dels på grund av sand som blåser in från Sahara, dels på grund av att städerna breder ut sig. Nedanför Assuandammen ökar jordens salthalt markant. Den enda permanenta färskvattenkällan är Nilen, så i övriga landet är tillgången på vatten mycket begränsad. Oljeföroreningar och andra vattenföroreningar hotar korallreven, stränderna och det marina djurlivet. Egypten har skrivit på, men inte ratificerat Kyotoprotokollet om klimatförändringar.[källa behövs] [när?]
Jordbävningar är ovanliga men förekommer, i modern tid är jordbävningen i Kairo 1992 den mest uppmärksammade, landet drabbas också av översvämningar och jordskred.

## Styre och politik

### Konstitution och styre
Egypten är sedan år 1953 en republik. Konstitutionen, som antogs efter en folkomröstning år 2014, är mer sekulariserad än den tidigare, men är fortfarande knuten till sharialagstiftning genom paragraf 2 där det framkommer att "principerna för sharialagstiftningen är den huvudsakliga källan till lagen".
Egyptens president är statschef och överbefälhavare. Denne utser premiärminister, vicepresident och regering. Presidenten lägger också lagförslag och förslag till statsbudget och har rätt att utlysa undantagstillstånd. Presidenten väljs, efter en grundlagsändring år 2019, för sex år. Egyptiska parlamentet består av 596 ledamöter. Av dessa väljs 448 ledamöter i direkt val och 120 ledamöter väljs genom ett system med partilistor. 28 av ledamöterna utses av presidenten. Egyptiska representanthuset upplöstes år 2014. Parlamentet har begränsad makt, men har möjlighet att avsätta presidenten.

### Administrativ indelning
Historiskt delades Egypten i sepat/nomoi, idag är Egypten indelat i 27 guvernement (muhafazat).

### Försvar
Egypten har ett samarbete med Nato genom Mediterranean Dialogue, MD, sedan år 1995. Detta är ett forum för att skapa goda relationer i regionen och skapa en stabil säkerhetssituation. Förutom Natomedlemmarna deltar även Israel, Mauretanien, Marocko, Tunisien samt Jordanien och Algeriet i samtalen. Egypten har även den amerikanska statusen Major non-Nato ally, vilket bland annat ger Egypten möjlighet att köpa amerikanskt försvarsmateriel samt samarbeta med USA i säkerhetsrelaterade frågor.

## Ekonomi och infrastruktur

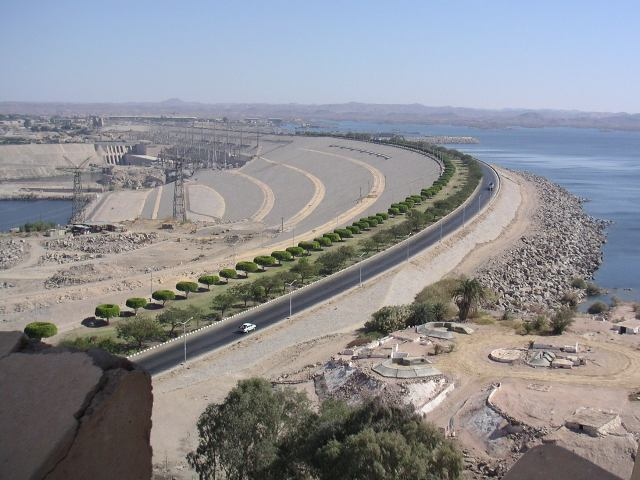
Höga dammen i Assuan.

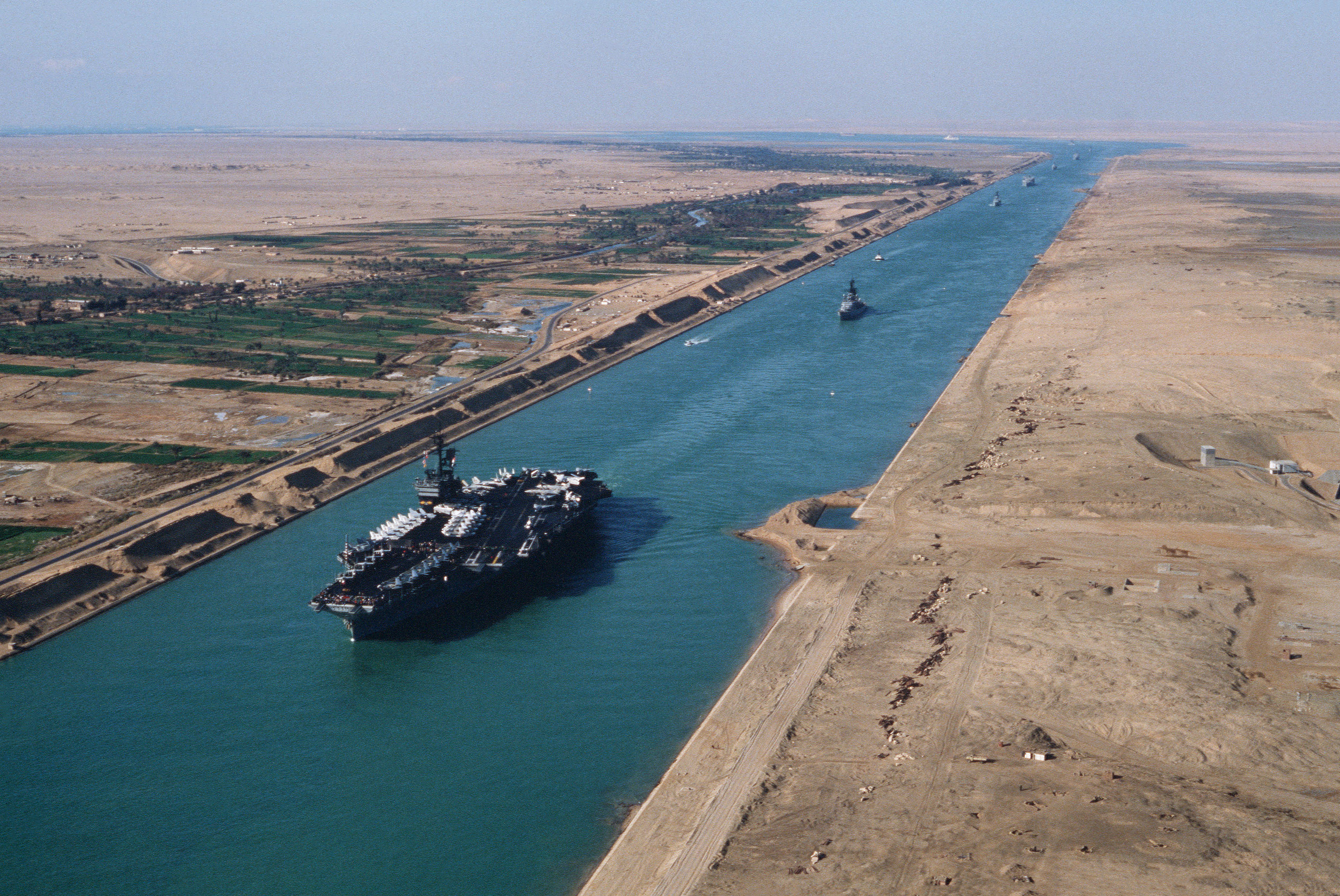
Det amerikanska hangarfartyget USS America (CV-66) i Suezkanalen, 1981.

Egypten är ett kontrastrikt utvecklingsland, både ett överbefolkat jordbruksland och en modern industristat. Näringslivet socialiserades efter 1952, och har sedan 1970-talet öppnats mot en friare marknadsekonomi. Men produktiviteten är låg och arbetslösheten skapar oerhörda sociala problem. Nilens årliga översvämningar och bördiga flodslam var sedan forntiden en förutsättning för jordbruket. Det sysselsätter nästan halva befolkningen, trots att bara några procent av landets yta är odlingsbar. De flesta jordbrukarna är fattiga småbrukare (fellah). Den viktigaste produkten är långfibrig bomull, en stor exportvara. Andra grödor är vete, majs, ris och sockerrör. Genom konstbevattning har man öppnat nyodlingar i deltat och oaserna. Men jorden kan inte föda befolkningen och stora mängder livsmedel måste importeras. Flodvattnet har sedan äldsta tid reglerats med dammar och bevattningskanaler. I början av 1900-talet uppfördes Assuandammen vid Nilens första vattenfall (katarakt) i södra Egypten. En andra damm (Höga dammen) invigdes 1960 och skapade världens största vattenreservoar, Nassersjön (cirka 5 000 km2). Det var ett viktigt steg i landets modernisering, men samtidigt ett gigantiskt ingrepp i naturen. Till de negativa följderna hör att jorden försaltas, det näringsrika slammet blir kvar i dammen (till men för jordbruket och fisket) och att det stillastående vattnet bildar grogrund för sjukdomar som bilharzia. Egyptens industri, till stor del statlig, producerade tidigare mest textilier och livsmedel. Den har breddats med tung produktion (stålverk, verkstads-, olje- och kemisk industri) bl.a. i Helwan nära Kairo, i deltat och kanalzonen. Nilen är sedan gammalt den stora trafikpulsådern, men sjöfarten på floden minskar. Den strategiskt viktiga Suezkanalen, invigd 1869 och nationaliserad 1956, har gett goda inkomster. Efter stängningen 1967–75 (under krigen mot Israel) återfick den dock inte sin forna betydelse. Turismen, som blivit en ekonomisk hörnsten, hotades på 1990-talet av muslimska fundamentalisters terroraktioner.
Under 1990-talet utvecklades Egyptens makroekonomi på ett positivt sätt under ledning av IMF. Inflationen dämpades, budgetunderskottet minskade och mer investeringar i landet av utländskt kapital gjordes. De senaste fyra åren har de positiva effekterna minskat och investeringar i stora infrastruktur-projekt har ökat budgetunderskottet igen. En dålig växelkurs sedan 1998 har inneburit ett ökat tryck på det egyptiska pundet. Efter den 11 september 2001 minskade inkomsterna från både turismen och tullinkomsterna från Suezkanalen, men turismen har återhämtat sig och omsatte 2010 cirka $11 miljarder. Valutan devalverades flera gånger under 2002. Man hoppas kunna utveckla tillgångarna på naturgas i syfte att exportera. Landets valuta är egyptiska pund. De främsta inkomstkällorna för den egyptiska ekonomin är turism, Suezkanalen, pengar hemskickade av egyptier som arbetar utomlands samt export av olja och gas.

### Näringsliv

#### Energi och råvaror
År 2005 framställdes nästan 75 % av elektriciteten från naturgas, 14 % från olja och resterande 12 % av vattenkraft.
Landets naturtillgångar inkluderar petroleum, naturgas, järnmalm, fosfat, mangan, kalksten, gips, talk, asbest, bly och zink.

#### Turism
Turistnäringen och Röda havets riviera sysselsätter cirka 12 % av Egyptens arbetskraft.
De största turistorterna utöver Kairo är Sharm el-Sheikh (Sinaihalvön), Hurghada (Röda havet), Luxor och Assuan (Nildalen).

### Infrastruktur

#### Utbildning och forskning
Landet har satsat stora resurser på skolor och högre utbildning, men systemet sviktar under trycket av befolkningsexplosionen.
De skolpliktiga barnen går i sexårig grundskola. 70 % av dessa barn fortsätter till högre nivåer. Skolgången är gratis och det finns 13 universitet i Egypten. Däribland Al-Azharuniversitetet, världens näst äldsta universitet. I en studie av UN Women rapporterade 80% av män i Egypten att de blivit slagna av sina lärare.

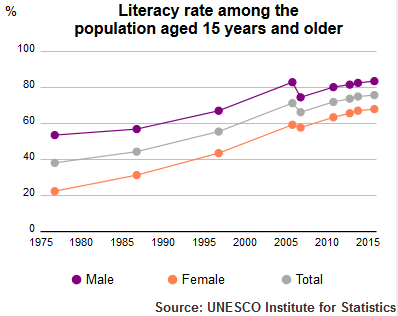
Unesco läskunnighet i Egyptens befolkning över 15 års ålder 1980 2015.

Läskunnigheten hos personer 15 år och äldre år 2015 var 73,8 %, varav 82,2 % hos män och 64,4 % hos kvinnor.

## Befolkning
Omkring 95 procent av invånarna lever i den smala Nildalen och i floddeltat (ett av jordens tätast befolkade områden, cirka 1 000 inv./km2). Den ytterst snabba folkökningen (en fördubbling på en dryg generation) har skapat allvarliga ekonomiska och sociala problem. I växande antal drar landsbygdsborna till storstäderna som växer ohämmat.

### Demografi

#### Urbanisering
Den genomsnittliga befolkningstätheten är cirka 80 invånare per kvadratkilometer. Eftersom det mesta av landet består av obeboeliga ökenområden är befolkningstätheten på många platser över 1 550 per kvadratkilometer. Nildalen och Nildeltat hör till världens mest tätbefolkade områden. Cirka två tredjedelar av befolkningen är inklämd i deltat (inklusive Kairo), där befolkningstätheten är mycket hög. Ökenområdena och Sinaihalvön, som tillsammans utgör 96 % av Egyptens totala areal, har som jämförelse endast 1 % av befolkningen. Fellāherna, de fattiga bönder som traditionellt har utgjort en majoritet av folket, lever främst i små lerhus som är grupperade tillsammans i koncentrerade byar. Med hopp om ett bättre liv emigrerade många av Fellaherna till grannländerna, i synnerhet Libyen, och tog andra arbeten.
Den urbana befolkningen ökar snabbt och cirka 43 % av egyptierna levde i städer år 2015. I synnerhet drar städerna i deltat till sig invandrare från den fattiga, överbefolkade landsbygden i övre Egypten. Huvudstaden Kairo, med cirka 7,1 miljoner invånare i själva staden (2010), och uppskattningsvis ytterligare 10 miljoner i storstadsområdet (vilket inkluderar Giza, med cirka 2,9 miljoner invånare 2006, och Shubra al-Khayma, med cirka 1 miljon invånare), är en av världens största städer och Afrikas folkrikaste storstadsområde. En annan storstad är Alexandria med cirka 4,4 miljoner invånare (2010). På senare år har ett antal nya städer i etablerats öknen i ett försök att lindra de stora städerna i nedre Nildalen, särskilt Kairo och Alexandria. Dessa städer planeras rymma totalt 6,4 miljoner invånare.

#### Minoriteter
Befolkningen är etniskt sett en relativt homogen grupp, och är resultatet av en blandning av hamitiska och semitiska folk. Trots invandring från Mellanöstern och Medelhavsregionen, har befolkningen, särskilt i Övre Egypten (södra Egypten), bevarat starka fysiska likheter med de gamla egyptierna.
Större delen av befolkningen utgörs av araber. De dominerar i norra Egypten, som i alla tider haft kontakt med Medelhavsvärlden och Mellersta östern; i söder har invånarna tydligare drag av de forntida egyptierna. Här lever också nubier (ett sudanfolk) och i oaserna finns berberfolk. Minoriteter som spelat en viktig roll under antiken och medeltiden är greker och judar.

#### Migration
År 2000 uppgavs att många egyptier blivit gästarbetare i andra arabländer.
Det fanns 78 000 internflyktingar i Egypten 2016. Samma år uppskattades antalet statslösa i landet till 19 stycken och det fanns även 6 835 flyktingar från Somalia. Året därpå uppgavs att det fanns 70 027 flyktingar från Gazaremsan och Västbanken, 15 053 flyktingar från Sudan samt 122 228 flyktingar från Syrien.
Enligt en uppskattning från Internationella organisationen för migration (IOM) 2022 uppgick antalet migranter i Egypten till nio miljoner, vilket motsvarade cirka nio % av landets totala befolkning. Migranterna utgjordes av en blandning av auktoriserade migranter, flyktingar, asylsökande och  irreguljära migranter. Majoriteten av dessa var bosatta i städerna Kairo, Giza, Alexandria och Damietta. De huvudsakliga ursprungsländerna var:
- Sudan (4 miljoner)
- Syrien (1,5 miljoner)
- Jemen (1 miljon)
- Libyen (1 miljon)

Migranternas ursprungsländer reflekterade de pågående politiska kriserna i Mellanöstern och Nordafrika.

### Språk
Officiellt språk är arabiska. Nästan hela befolkningen talar dialekter av det egyptisk-arabiska talspråket. Kairodialekten utgör en slags nationell talspråksstandard och är även den talspråksvariant som är mest känd i den arabisktalande världen. Ett utmärkande drag är språkets uttal av /dj/ (mjukt j-ljud) i standardarabiska som /g/ (hårt g-ljud). Vissa oasbyar i de västra ökenområdena har en berberspråktalande befolkning.
Enligt The World Factbook förstår utbildade egyptier i allmänhet engelska eller franska.
Före arabernas ankomst på 600-talet talade egyptierna koptiska som byggde på fornegyptiska (det blev senare enbart kyrkospråk). Efter arabernas erövring av Egypten på 600-talet blev arabiskan efter hand huvudspråk.

### Religion

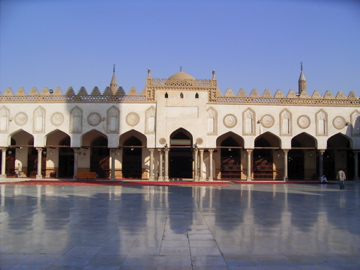
Al-Azharmoskén i Kairo.

Religiös tillhörighet: muslimer (mestadels sunni) utgör cirka 90 %, medan kristna beräknas uppgå till cirka 10 % (2015).
Kopterna kristnades på 100-talet e.Kr. och deras kyrka kom att inta en mycket självständig ställning. Alexandria var en tid kristenhetens centrum. I vår tid utgör kopterna cirka 7 procent (av landets 10 procent kristna) och bor företrädesvis i Övre Egypten i söder.
Islam vann insteg efter arabernas intåg på 600-talet. I dag bekänner sig cirka 90 % av invånarna till islam (flertalet är sunnimuslimer).
Kristna kopter, Egyptens största religiösa minoritet, behöver särskilda tillstånd för att få bygga kyrkor eller att genomföra reparationer. I praktiken kan tillstånden dröja tiotals år eller aldrig beviljas. Motsvarande finns inte för moskéer.

### Sociala förhållanden
Jämställdhet mellan könen i Egypten är i stort sett på samma nivå som övriga länder i närområdet till exempel Tunisien, Marocko, Algeriet, Libanon och Jordanien. Däremot skiljer det sig markant mellan den konservativa landsbygden i söder med storstäder som Kairo, Alexandria och Port Said i landets norra delar. Det finns inga hinder för kvinnor att utbilda sig, jobba, röra sig fritt i samhället eller köra bil. Kvinnor  diskrimineras dock ändå i Egypten på olika sätt såsom andra länder i regionen. Unicef rapporterade 2010 att 91 % av alla kvinnor i landet har utsatts för könsstympning. Landets befolkning var år 2017 i majoriteten positiva till könsstympningen då två tredjedelar av föräldrarna tar beslutet om stympningen i samråd. Kvinnor har också, till skillnad från männen, begränsade möjligheter att begära skilsmässa. Misshandel i hemmet är en av få lagliga grunder för en kvinna att få skilja sig, men den kräver ofta att hon har vittnen som kan styrka hennes uppgifter. En studie genomförd av Egyptian Centre for Women's Rights fann att mer än 80 % av landets kvinnor hade utsatts för sexuella trakasserier och att majoriteten av dessa offer bar slöja. En sociolog ifrån American University i Kairo hävdade att problemet är djupt rotat i det egyptiska samhället i en mix av islamisk konservatism som ökat sedan slutet av 60-talet och gamla patriarkala attityder.
Hälften av makar svarade i en studie publicerad av UN Women år 2017 att de använt våld mot sina hustrur. Våld mot kvinnor i relationer har bred acceptans då svaren i samma studie indikerade att 70% av män och kvinnor ansåg att hustrur ska tolerera våld i hemmet för att hålla ihop familjen.
Enigt en stuide gjord av UN Women har 91,5% av egyptiska kvinnor sexuellt fysiskt trakasserats på allmän plats. Egyptiska män anger kvinnors provokativa klädsel som ursäkt för sitt beteende. Kvinnor i relationer kan misshandlas av sin partner efter att de blivit offentligt trakasserade av samma anledning. Även publikationer av det statliga departementet lade skulden för sexuella trakasserier på offren. En annan studie gjord av UN Women år 2017 svarade 60% av män att de sexuellt trakasserat en kvinna. Fler kvinnor än män anser att kvinnor som trakasseras får skylla sig själva.

### Hälsa
| Hiv och aids             | 2014   |
| ------------------------ | ------ |
| Andel av befolkningen    | 0,02 % |
| Antal                    | 11 500 |
| Dödsfall per år          | 300    |
| Fetma                    | 2014   |
| Andel av befolkningen    | 27,7 % |
| Undervikt hos barn <5 år | 2014   |
| Andel av befolkningen    | 7,0 %  |

Mödradödligheten uppgick år 2015 till 33 dödsfall per 100 000 födslar, medan spädbarnsdödligheten år 2016 låg på 197 dödsfall per 10 000 levande födslar.

### Övriga befolkningsdata
Den senaste folkräkningen hölls den 21 november 2006 och då uppgick den faktiskt befintliga befolkningen i Egypten (de facto) till 72 798 031 invånare, varav 37 219 056 män och 35 578 975 kvinnor. Folkräkningar hade tidigare hållits 1996, 1986, 1976, 1966 och 1960. Invånartalet i Egypten uppskattades i juli 2018 av The World Factbook till 99 413 317 invånare, av Förenta nationerna (befolkning den 1 juli 2016) till 93 384 000, Internationella valutafonden till 92 275 000 invånare (för år 2017) samt Världsbanken (juli 2016) till 95 688 681 invånare. Landets befolkningsstatistik sköts av Central Agency for Mobilization and Statistics.

## Kultur

### Massmedia

#### Press och förlag
Egypten har 17 dagstidningar med en samlad upplaga på cirka 3,3 miljoner. Pressen är väl utbyggd, och Kairo är ett centrum för utgivning av tidningar, tidskrifter och böcker i Mellanöstern. Organiseringen av pressen och styrningen av tidningarna är reglerad i lag, men systemet liberaliserades något genom en presslag från 1980. Den egyptiska pressen domineras av fyra stora förlagshus som konkurrerar med varandra. Den mest kända tidningen är den halvofficiella Al-Ahram, som grundades 1875 och har en upplaga på cirka 900 000. Förutom den dagliga versionen på arabiska ges två veckoversioner ut på främmande språk, franska (Al-Ahram Hebdo) och engelska (Al-Ahram Weekly). De största tidningarna ges ut på arabiska, men det finns också dagstidningar på bland annat franska, grekiska, armeniska och engelska.

#### Radio och television
Det statliga radio- och tv-bolaget, Egyptian Radio and TV Union (ERTU), har en omfattande verksamhet med regionala och rikstäckande radiokanaler samt sändningar på ett flertal språk. Tv sänds i två rikstäckande kanaler, förutom regionala sändningar. 1998 startade också sändningar från Nilesat, den första satelliten som ägs av en enskild arabisk stat; sändningarna når hela den arabiska världen och delar av Europa och Afrika.

### Konstarter
Efter att Egypten arabiserades på 600-talet blev landet ett islamiskt kulturcentrum (Kairo) med betydande litteratur och konst. Efter en nedgång under turktiden skedde en kulturell renässans från 1800-talets slut, och i vår tid har egyptisk litteratur gjort sig känd långt utanför arabvärlden.

#### Litteratur

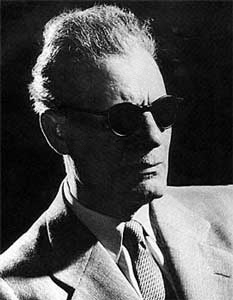
Taha Hussein.

#### Arkitektur
Monument i Egypten som Gizaplatån och sfinxen byggdes av dess forntida civilisation. Dess antika ruiner, som de i Memfis, Thebe, Karnak och Konungarnas dal utanför Luxor, är betydande centrum för arkeologiska studier.

## Internationella rankningar
| Organisation                                | Undersökning                   | Rankning   |
| ------------------------------------------- | ------------------------------ | ---------- |
| The Economist                               | Demokratiindex 2018            | 127 av 167 |
| World Bank Group                            | Doing Business Report 2019     | 114 av 190 |
| Heritage Foundation/The Wall Street Journal | Ekonomisk frihet-index 2019    | 144 av 180 |
| FN:s utvecklingsprogram                     | Human Development Index 2018   | 116 av 189 |
| Transparency International                  | Korruptionsindex 2018          | 105 av 180 |
| Reportrar utan gränser                      | World Press Freedom Index 2019 | 161 av 180 |